# فوجا (شهر)
فوجا (به ایتالیایی: Foggia) () یکی از شهرهای منطقهٔ آپولیا و مرکز استان فوجا در جنوب ایتالیا است. این شهر در دشتی حاصل‌خیز واقع شده و به‌عنوان انبار غلهٔ ایتالیا شناخته می‌شود.